# Línea SE714 (EMT Madrid)
El Servicio Especial (S.E.) codificado como SE714 de la EMT Madrid unía las estaciones de Plaza de Castilla y Cuatro Caminos.

## Características
Esta línea prestó servicio durante el verano de 2016 supliendo el servicio del tramo de línea 1 entre Plaza de Castilla y Cuatro Caminos, cerrado por obras. Era gratuita para los usuarios, pues se trata de un servicio especial consensuado entre Metro y la EMT. 
Realizaba parada en el entorno de las estaciones de Plaza de Castilla, Valdeacederas, Tetuán, Estrecho, Alvarado y Cuatro Caminos. Su frecuencia oscilaba entre los 3-5 minutos en hora punta y cada 8 minutos el resto del día.
En los teleindicadores de los autobuses, su denominación era SE1.